# Nickelodeon (Filipinas)
Nickelodeon es un canal de televisión por suscripción filipino que se lanzó el 1 de abril de 2011 como una variante localizada del canal estadounidense Nickelodeon, con programación dirigida a niños y adolescentes. Es propiedad de Paramount Skydance Corporation en asociación con All Youth Channels. Tras su lanzamiento, reemplazó el feed del sudeste asiático de Nickelodeon en Filipinas, que solía distribuirse en el país desde su lanzamiento en 1998.
El 11 de octubre de 2006, la entonces subsidiaria de Viacom, MTV Networks Asia Pacific, estableció una nueva unidad para administrar las operaciones de Nickelodeon en el sureste de Asia. El 1 de abril de 2011, MTV Networks lanzó un canal filipino dedicado a Nickelodeon.

## Historia

### Antecedentes
Un bloque de Nickelodeon de una hora de duración se estrenó en People's Television Network en Filipinas el 10 de abril de 1989; contó con el segmento Mr. Wizard's World, entre otros.

### 1998-2011: como parte de Nickelodeon Southeast Asia
En octubre de 1998, Nickelodeon decidió llevar al canal a Filipinas, Japón y Rusia como un intento de llevar el canal a Asia. Uno de sus cortos era Right Here, Right Now (basado en los cortos de 1993 de Nick USA) y sus identificaciones estaban en FRONT. En 2003, pasó a formar parte de Nicksplat (la sede de Nickelodeon en Asia).
El 11 de octubre de 2006, la subsidiaria de Viacom, MTV Networks Asia Pacific, estableció una nueva unidad para administrar Nickelodeon (Asia) TV con sede en Singapur. Nickelodeon se lanzó en Singapur y expandió sus servicios en el sudeste asiático, el sur de Asia y la Polinesia. Nickelodeon Filipinas, Nickelodeon Pakistán y Nickelodeon India comenzaron a trabajar de forma independiente. Comenzaron su nuevo sitio web en 2003.
El 15 de marzo de 2010, Nickelodeon renovó su logotipo al igual que en los Estados Unidos y en todo el mundo y comenzó a transmitir programas más nuevos de Nickelodeon desde los Estados Unidos que representa el nuevo logotipo de Nickelodeon y transmite los últimos episodios de los programas actuales de Nick.

### 2011-presente: Nickelodeon Filipinas
El 1 de abril de 2011, el feed de Nickelodeon Asia fue reemplazado por un canal filipino dedicado a Nickelodeon, aunque seguirá utilizando la marca Nick-Asia utilizada en otros países. El 11 de abril de 2011, la alineación se cambió antes de Nickelodeon Southeast Asia. El nuevo horario colocará los programas de acción en vivo en el horario estelar y duplicará el bloque de Nick Jr.
Nickelodeon celebró el lanzamiento del nuevo canal el 9 de abril de 2011 en Bonifacio Global City, Open Field, Taguig City con el evento titulado "Nick World". El evento incluyó mascotas de personajes notables de Nicktoon con narraciones, un espectáculo de animales, actuaciones de artes marciales y un mundo de atracciones emocionantes, puestos y módulos para niños.
A partir del 23 de mayo del mismo año, la alineación de Nickelodeon cambiará una vez más, donde dejarán de transmitirse en el bloque de Nick Jr. en el horario de la tarde y serán reemplazados por programas de acción en vivo y programas variados de NickToons. Esta alineación duplicará el bloque de TeenNick que solo se ejecuta por la noche y otros programas animados que solo se transmiten una vez al día.
En 2012, Nickelodeon utiliza nuevos gráficos utilizados en los EE. UU. Y el Reino Unido, pero solo se aplica a las promociones y las identificaciones de estaciones de programas seleccionados. Todavía se utilizan los antiguos gráficos de Nick-Asia.
En 2013, Nickelodeon Filipinas presentó Hapon Hangout, un especial de una hora de Nickelodeon que comienza a las 4:00 p. m. a 6:30 p. m. todos los días de la semana.
El 17 de julio de 2017, el canal cambió de nombre a la versión estadounidense. Fue realizado por Superestudio, una agencia argentina de promoción de marca personal.

## Premios Nickelodeon Filipinas Kids Choice Awards
Los Filipinas Kids Choice Awards es el segundo escenario de los Kids Choice Awards en Asia precedido por Indonesia. El espectáculo se llevó a cabo por primera vez desde 2008 en el Teatro Aliw en Pasay y fue presentado por primera vez por Michael V. con varios artistas filipinos. Nickelodeon, una red de televisión por cable estadounidense, llevó los Kids 'Choice Awards a Filipinas en un esfuerzo por fortalecer su presencia en Asia. Según Amit Jain, vicepresidente ejecutivo y director gerente de MTV Networks India, China y el sudeste asiático, "este es un hito para el negocio de Nickelodeon en el sudeste asiático, ya que cumplirá con el compromiso de Nick de ofrecer espectáculos y propiedades globales centrados en los niños que están adaptados para reflejar los gustos y aspiraciones locales ". La KCA de Filipinas ha estado inactiva a lo largo de los años.
Hoy en día, se revivió como una categoría que representa a Filipinas.

## Nickelodeon en televisión abierta
Antes del lanzamiento de Nickelodeon Filipinas en el otoño de 1998, Nickelodeon emitió por primera vez en el país como un bloque de la libre-a-aire de canal de televisión estatal PTV hasta 1992. El bloque solía transmitirse por las mañanas y las tardes y consistía principalmente en programas relacionados con el teatro, programas educativos y de juegos. Luego, se trasladó a New Vision 9 hasta 1998, y nuevamente de 2003 a 2006 como RPN 9. Durante ese tiempo, GMA Network compró los derechos para transmitir Rugrats y seleccionó programas de Nick Jr. de 1998 a 2006.
RPN y GMA perdieron los derechos de transmisión de los programas de Nickelodeon a ABC en mayo de 2006. Los programas de Nick fueron posteriormente doblados por primera vez al filipino el 11 de agosto de 2008 (con la excepción de Go, Diego, Go! ), Convirtiéndose en la primera cadena nacional en hacerlo. Más tarde rebautizado como TV5, el canal finalizó su contrato con Nickelodeon el 30 de junio de 2010, meses después de que MediaQuest Holdings de PLDT lo comprara al grupo Cojuangco y a la emisora Media Prima Berhad con sede en Malasia, lo que provocó una reorganización importante y permanente en el Programación de TV5. Yo Gabba Gabba! fue el único programa de Nick retenido por TV5, aunque producido por Nickelodeon, no fue doblado al filipino ya que el contrato ya venció. SpongeBob SquarePants también se transmitió en Q (el antiguo afiliado de GMA Network) todas las mañanas de los días laborables hasta el 18 de febrero de 2011, cuando el canal se suspendió para relanzarse como GMA News TV, un canal orientado a las noticias.
En 2010, ABS-CBN trajo los derechos para transmitir programas de Nickelodeon. La cadena lanzó Nick Time (más tarde renombrado Nickelodeon en ABS-CBN) el 26 de julio de 2010, transmitiéndose todas las mañanas de lunes a viernes. Programas de Nickelodeon como Dora the Explorer, SpongeBob SquarePants, The Adventures of Jimmy Neutron y Avatar: The Last Airbender, entre otros, se muestran durante Nick Time, continuando así el doblaje filipino que inició TV5. Sin embargo, la transmisión de ABS-CBN de los programas de Nickelodeon fue criticada por tener la mayoría de sus episodios editados debido a limitaciones de tiempo, grandes brechas publicitarias y la importancia de ABS-CBN para la programación de películas y deportes. Studio 23 (antigua filial de ABS-CBN) lanzó Nickelodeon en Studio 23 el 4 de octubre de 2010. Al igual que su red madre ABS-CBN, los programas están doblados en tagalo. Studio 23 emitió Catscratch que se estrenó en agosto de 2011. Tres años después, el bloque de Nickelodeon en Studio 23 terminó el 16 de enero de 2014 para dar paso al relanzamiento del canal como ABS-CBN Sports + Action (también conocido como S + A), un canal orientado a los deportes. Para permitir una transición sin problemas del nuevo canal, los programas de Nickelodeon se colocaron en el bloque Action Kids de ABS-CBN Sports + Action el 20 de enero de 2014 y todos sus programas se volvieron a su idioma original en inglés en lugar de doblarse al filipino. El bloqueo se canceló a principios de enero de 2015 cuando se introdujo más tarde el lanzamiento de la caja negra digital de ABS-CBN. Nickelodeon se emitió por última vez en ABS-CBN el 3 de mayo de 2020, dos días antes de que la Comisión Nacional de Telecomunicaciones emitiera una orden de cese y desistimiento debido a la expiración de la licencia legislativa de ABS-CBN, deteniendo así temporalmente las actividades en abierto de ABS-CBN y S + A.
¡Yey!, un canal digital de ABS-CBN TV Plus, programas de Nickelodeon y Nick Jr. fueron transmitidos (bajo el bloque Nickelodeon sa Yey! ) todas las mañanas de lunes a domingo hasta 2020. Todos los programas estaban en audio con doblaje filipino, con la excepción de algunos programas como Peppa Pig. En 2017, ¡Yey! lanzó The Loud House y Harvey Beaks por primera vez. Los siguientes años, también emitieron The Fairly OddParents y The Mighty B!. El canal dejó de transmitir definitivamente el 30 de septiembre de 2020 debido a la orden de cese y desistimiento de alias (ACDO) emitida por la Comisión Nacional de Telecomunicaciones (NTC) y el Procurador General José Calida contra ABS-CBN TV Plus.

## Programación
Nickelodeon transmite nuevos programas y episodios de los programas actuales de Nick cada dos a siete meses después de la transmisión en EE. UU., Pero a veces lleva un año. La programación del programa es diferente de la transmisión de Nick-Asia, donde los programas de acción en vivo se transmiten dos veces por la tarde y por la noche y el bloque de Nick Jr. es más largo. Junto con el anuncio de la transmisión dedicada, se anunciaron varios programas que se estrenarán en Nickelodeon, como Bubble Guppies, House of Anubis, The Fresh Beat Band, Kung Fu Panda: Legends of Awesomeness y TUFF Puppy. Los títulos originales de Nickelodeon y Nick Jr. aún permanecen en el canal.

### Bloques de programación
La programación actual en Nickelodeon Filipinas (también en el sudeste asiático) a menudo se ha segmentado en bloques.
- Nick Jr. en Nickelodeon (lunes a viernes, 8 a. m. - 12:55 p. m. y fines de semana, 8-11 a. m.) es un bloque preescolar que transmite programas orientados a los niños. El bloque de programación está ahora disponible como canal en Filipinas en el canal 103 de Sky Cable , canal 22 de G Sat y recientemente se agregó al canal 77 de Cignal.

#### Antiguos bloques
- TEENick fue un bloque de programación que transmite programas de acción en vivo actuales. Esto ya no existe en el canal, esto se debe al hecho de que los programas de TeenNick se transmiten junto con Nickelodeon.
- Weekend Express era un bloque de programación que se ejecuta todos los fines de semana al mediodía. El bloque transmite programas de acuerdo con un tema semanal. El bloque finalizó el 26 de junio de 2011 junto con Nickelodeon (Asia).
- Lunch Toons fue un bloque de tiempo limitado basado en Nicktoon que muestra un Nicktoon aleatorio que tiene como tema una determinada comida.
- Hapon Hangout fue un antiguo bloque de la tarde que debutó en febrero de 2013 y se transmitió principalmente dibujos animados y acción en vivo. Terminó en diciembre de 2017.
- Hora G (lunes a viernes / fines de semana, 4 p. m. - 6 p. m.) fue un bloque de programación que transmite series animadas y de acción real.
- Flick Picks (viernes y domingos, 6 p. m.) fue un bloque de programación que transmite películas.

### Segmentos cortos
- Nick Tunes fue un segmento que transmitió canciones de programas de Nicktoon. Nick Tunes solo apareció en cortes comerciales. El segmento sufrió una pausa desde finales de 2011 hasta el 2 de abril de 2012. El segmento incluyó canciones de SpongeBob SquarePants, The Fairly OddParents, Back at the Barnyard y muchos otros.